# Benzoat de metil
El benzoat de metil és un compost orgànic. És un líquid incolor, poc soluble en aigua, però miscible amb dissolvents orgànics. Té una olor agradable, que recorda fortament el fruit de l'arbre feijoa i s'utilitza en perfumeria. També troba un ús com a dissolvent i com a pesticida emprat per atraure insectes com les abelles de les orquídies.

## Síntesi i reaccions
El benzoat de metil està format per la condensació de metanol i àcid benzoic, en presència d'un àcid fort.
El benzoat de metil reacciona tant a l'anell com a l'èster, depenent del substrat. Els electròfils ataquen l'anell, com pot ser una nitració catalitzada per àcids amb àcid nítric per donar 3-nitrobenzoat de metil. Els nucleòfils ataquen el centre carbonílic, com en el cas de l'hidròlisi amb addició d'hidròxid de sodi aquós per donar metanol i benzoat de sodi.

## Ocurrència
El benzoat de metil es pot aïllar de la falguera aquàtica Salvinia molesta. És un dels molts compostos que atreuen mascles de diverses espècies d'abelles de les orquídies, que aparentment recullen el producte químic per sintetitzar feromones; s'utilitza com a esquer per atraure i recollir aquestes abelles per a l'estudi.
El clorhidrat de cocaïna s'hidrolitza en l'aire humit per donar benzoat de metil; els gossos que sniffen els fàrmacs s'entrenen per detectar l'olor del benzoat de metil.